# イギリス関係記事の一覧
イギリス関係記事の一覧（イギリスかんけいきじのいちらん）では、イギリスに関係する記事の一覧を50音順にまとめた。なお、イギリス出身の人物についてはイギリス人の一覧を参照。

## 英数字
0～9
- 007→ジェームズ・ボンド
- 2010年イギリス総選挙
- 23型フリゲート

A～Z
- A1 (イギリスの道路)
- ABCD包囲網
- BAEシステムズ
- BBC→英国放送協会
- bmi (航空会社)
- BP (企業)
- BTグループ
- C・S・ルイス
- EMI
- HSBCホールディングス
- ITV (イギリス)
- J・R・R・トールキン
- J・K・ローリング
- M1モーターウェイ
- MI5→保安局 (イギリス)
- MI6→秘密情報部
- P&O
- SSE (企業)

## あ行
あ
- アイリッシュ海
- アイルランド王国
- アイルランド共和軍（IRA）
- アイルランド語
- アイルランド人
- アクロティリおよびデケリア
- アーサー王
- アザミ
- アシカ作戦
- アストラゼネカ
- アストンマーティン
- アーセナルFC
- クレメント・アトリー
- アバディーン
  - アバディーン (企業)
- アフタヌーンティー
- 阿片戦争
- アメリカ独立戦争
- アラビアのロレンス
- アルバート (ザクセン＝コーブルク＝ゴータ公子)
- アルフレッド大王
- アロー戦争
- アングルシー島
- アングロ・サクソン人
- ピアズ・アンソニイ

い
- イギリス （グレートブリテン及び北アイルランド連合王国）
- イギリスによるアメリカ大陸の植民地化
- イギリスの医療
- イギリスの宇宙開発
- イギリスの運河
- イギリスの映画
- イギリス英語
  - アメリカ英語とイギリス英語の比較
- イギリス王室
- イギリスの王室属領
- イギリスの欧州連合離脱
  - イギリスの欧州連合離脱是非を問う国民投票
- イギリスの音楽
- イギリスの海外領土
- イギリス海峡
- イギリス学士院
- イギリスの河川の一覧
- イギリスのカントリー
- イギリスの議会
- イギリスの企業一覧
  - イギリスの銀行の一覧
- イギリスの教育
- イギリスの行政機関
- イギリス組曲 (バッハ)
- イギリスグランプリ
- イギリス軍
  - イギリス陸軍
  - イギリス海軍
  - イギリス海兵隊
  - イギリス空軍
  - イギリスの大量破壊兵器
- イギリスの君主
  - イギリス君主一覧
  - イギリス王妃・王配一覧
- イギリスの経済
- イギリスの警察
- イギリスの競馬
- イギリスの憲法
- イギリスの高速道路
- イギリスの国際関係
- イギリスの国章
- イギリスの国立公園
- イギリス国立公文書館
- イギリスの国歌→女王陛下万歳
- イギリスの国旗
- イギリスの在外公館の一覧
- イギリスの司法
- イギリス車
- イギリスの宗教
- イギリスの首相
  - イギリスの首相の一覧
- イギリスの情報機関（英語版）
- イギリス人
- イギリスの新聞一覧
- イギリスの政治
- イギリスの政党
  - イギリス国民党
  - イギリス独立党
- イギリス政府
- イギリスの世界遺産
- イギリスの選挙
  - イギリス総選挙
- イギリスによる宣戦布告
  - イギリスの対独宣戦布告 (1914年)
  - イギリスの対日宣戦布告
- イギリスの大学一覧
- イギリスの地方行政区画
- イギリスの地理
- イギリスの通行権
- イギリス帝国
  - イギリス領インド帝国
  - イギリス東インド会社
- イギリスの鉄道
  - イギリス国鉄
  - イギリスの鉄道史
  - イギリスの鉄道路線一覧
  - イギリスの電車形式一覧
- イギリスの都市の一覧
  - イギリスのシティの一覧
- イギリスの内閣一覧
  - イギリスの影の内閣一覧
- イギリスのニュータウン
- イギリスの福祉
- イギリス文学
  - イギリスの小説家一覧
- イギリス民謡組曲
- イギリスの野鳥一覧
- イギリス料理
- イギリス・ルネサンス演劇
- イギリスの歴史
- イギリス連邦
- イギリス連邦通信機構（英語版）
- カズオ・イシグロ
- イージージェット
- イースト・サセックス
- イーストボーン
- イートン・カレッジ
- 威風堂々 (行進曲)
- イングランド
- イングランドの演劇
- イングランド王国
- イングランドおよびウェールズ
  - イングランドおよびウェールズの国立公園
- イングランドの行政区画
  - イングランドのカウンティ
  - イングランドの典礼カウンティ
  - イングランドの都市および非都市カウンティ
- イングランド銀行
- イングランド君主一覧
- イングランド系アメリカ人
- イングランド国教会
- イングランドのサッカークラブ一覧
- イングランド人
- イングランド法
- イングランドの歴史
- イングリッシュ・ヘリテッジ
- インデペンデント
- インペリアル・ブランズ

う
- ヴァージン・アトランティック航空
- ヴィクトリア (イギリス女王)
- ヴィクトリア朝
- ウィリアム (プリンス・オブ・ウェールズ)
- ウィリアム1世 (イングランド王)
- ウィリアムズF1
- ウィンザー城
- ウィンザー朝
- ウィンブルドン現象
- ウィンブルドン選手権
- ウェストミンスター
- ウェストミンスター宮殿
- ウェストミンスター寺院
- ウェストミンスター大聖堂
- ウェッジウッド
- ハーバート・ジョージ・ウェルズ
- ウェールズ
- ウェールズ議会
- ウェールズ語
- ウェールズ人
- ウェールズの地方行政区画
- ウェールズの歴史
- ウェンブリー・スタジアム
- ウォータールー駅
- ウォーバートン (イギリスの会社)（英語版） - 同国の製パン企業
- レイフ・ヴォーン・ウィリアムズ
- ウルヴァーハンプトン
- ヴァージニア・ウルフ
- 運輸省 (イギリス)

え
- 英語
  - 英語圏
- 栄光ある孤立
- 英国映画協会
- 英国共産党
- 英国時間
- 英国病
- 英国法
- 英国放送協会（BBC）
  - 英国放送協会のラジオ放送
- 英仏海峡トンネル
- 英仏関係
- 英仏協商
- 英米関係
- 英連邦王国
- エグバート (ウェセックス王)
- エコノミスト
- エディンバラ
- エディンバラ旧市街
- エディンバラ新市街
- エディンバラ公爵
- エディンバラ大学
- エドウェア・タウンFC
- エドワード1世 (イングランド王)
- エドワード2世 (イングランド王)
- エネルギー・気候変動省
- エリザベス1世
- エリザベス2世
- エリザベス朝
- エリザベス・ボーズ＝ライアン
- ウィリアム・ウェッブ・エリス
- エドワード・エルガー
- エレクトロニカ
- エンジェル・オブ・ザ・ノース

お
- オアシス (バンド)
- ジョージ・オーウェル
- マイケル・オーウェン
- 欧州共同体
- 欧州評議会
- 欧州連合
- 欧州連合加盟国
- 王立学会
- 王立空軍元帥
- ウィルフレッド・オーエン
- 大蔵省 (イギリス)
- オークニー諸島
- ジェーン・オースティン
- オーストラリア
- オックスフォード
- オックスフォード・ストリート
- オックスフォード大学
- オリンピックのイギリス選手団
- オールド・ラング・サイン

## か行
か
- 海峡植民地
- 海軍元帥
- 海商都市リヴァプール
- 外務・英連邦・開発省
- 外務・英連邦・開発大臣
- 河口域英語
- ガーディアン
- カーディフ
- ガートン・カレッジ
- カナダ
- カニングフォーク
- カミラ (イギリス王妃)
- 火薬陰謀事件
- 環境・食糧・農村地域省
- ガーンジー
- カンタベリー大聖堂

き
- 貴族院 (イギリス)
- 北アイルランド
- 北アイルランド議会
- 北アイルランド問題
- 北ヨーロッパ
- ギネス・ワールド・レコーズ
- キャサリン (プリンセス・オブ・ウェールズ)
- デーヴィッド・キャメロン
- キャメロン内閣
- 牛海綿状脳症
- キューガーデン
- キュナード・ライン
- 教育省 (イギリス)
- 共通旅行区域
- アーサー・キラークーチ
- 切り裂きジャック
- キルト (衣装)
- キング・クリムゾン
- キングストン・アポン・ハル

く
- クイーン (バンド)
- クイーン・エリザベス2
- クイーン・メリー2
- グッドウッド作戦 (1944年8月)
- ロバート・クライブ
- グラクソ・スミスクライン
- グラスゴー
- グラスゴー大学
- エリック・クラプトン
- グラマースクール
- アガサ・クリスティ
- グリニッジ
- グリニッジ子午線
- グリニッジ天文台
- クリーム (バンド)
- クリームティー - 軽食の形式のひとつ
- グリーンスリーブス
- クール・ブリタニア
- グレーター・ロンドン
- グレーター・ロンドン・オーソリティー
- グレート・ウェスタン鉄道
- グレートブリテン王国
- グレートブリテン及びアイルランド連合王国
- グレートブリテン及び北アイルランド連合王国→イギリス
- グレートブリテン島
- グレートブリテン島の地質
- グレーフライアーズ・ボビー

け
- ジョン・メイナード・ケインズ
- ナイジェル・ケネディ
- ゲール語
- ケルト音楽
- ケルト人
- 憲章88（英語版） - 同国の反体制運動。憲章77に一部触発される形で起こされたもの
- シャルロット・ゲンスブール
- ケンブリッジ
- ケンブリッジ大学
- 権利の章典

こ
- コヴェントリー
- 国王 (法人)
- 国防省 (イギリス)
- 国民保健サービス
- 湖水地方
- コックニー
- コッツウォルズ
- コネクションズサービス
- 近衛兵 (イギリス)
- コミュニティ・地方自治省
- コモンウェルスゲームズ
- コールドプレイ
- ゴルフ
- コーンウォール
- コーンウォール語
- コーンウォール人
- コンジェスチョン・チャージ

## さ行
さ
- サー
- 在日イギリス人
- 財務大臣 (イギリス)
- サウサンプトン
- サウサンプトン大学
- サウス・イースト・イングランド
- ザ・クラッシュ
- ササナック
- サザン鉄道 (イギリス)
- マルコム・サージェント
- ザ・ストーン・ローゼズ
- サッカーイギリス代表
- サッカーイングランド代表
- サッカーウェールズ代表
- サッカー北アイルランド代表
- サッカースコットランド代表
- サッカーの歴史
- マーガレット・サッチャー
- サッチャリズム
- アーネスト・サトウ
- ザ・フー
- ザ・ブリッツ
- アーサー・サリヴァン
- 産業革命
- サンダーバード (テレビ番組)
- サンドイッチ

し
- ウィリアム・シェイクスピア
- シェトランド諸島
- シェフィールド
- スティーヴン・ジェラード
- メアリー・シェリー
- ジェフリー・ジェリコー
- シェル (企業)
- ジェントルマン
- 七王国
- シティ・オブ・ロンドン
- ジブラルタル
- 司法省 (イギリス)
- 社会階級
- ジャコバイト
- ジャコビアン時代
- ジャージー
- シャムロック
- 上海の伯爵夫人
- 宗教改革
- 重大不正捜査局
- 住宅・コミュニティ・地方自治省
- 自由民主党 (イギリス)
- 首相官邸ネズミ捕獲長
- 主要国首脳会議
- ジョイ・ディヴィジョン
- 女王陛下万歳 （イギリスの国歌）
- デビッド・ロイド・ジョージ
- ジョージ5世 (イギリス王)
- ジョージ6世 (イギリス王)
- 庶民院
- 庶民院院内総務
- エルトン・ジョン

す
- 枢密院 (イギリス)
- スコッチ・ウイスキー
  - スコッチ・ウイスキーの銘柄一覧
- ロバート・スコット
- スコットランド
  - 交響曲第3番 (メンデルスゾーン)
- スコットランド王国
- スコットランド音楽
- スコットランド議会
- スコットランド共産党
- スコットランド銀行
- スコットランド君主一覧
- スコットランド語
  - スコットランド英語
  - スコットランド・ゲール語
- スコットランド国民党
- スコットランドの氏族
- スコットランドの宗教
  - スコットランドのカトリック
  - スコットランド国教会
- スコットランド省
- スコットランド人
- スコットランド政府
- スコットランド大臣
- スコットランドの地方行政区画
- スコットランド独立運動
- スコットランド独立戦争
- スコットランド・プレミアリーグ
- スコットランド法
- スコットランドヤード
- スコットランドの歴史
- スコティッシュ・プレミアシップ
- スタッドリー王立公園
- スターリングシルバー
- スターリング・ポンド
- スタンダードチャータード銀行
- レオポルド・ストコフスキー
- ストーク＝オン＝トレント
- ストーンヘンジ
- スノウ・パトロール
- スパイス・ガールズ
- スーパーナニー
- トム・ロブ・スミス
- アダム・スミス
- スリーアイ・グループ

せ
- 清教徒革命
- 西部戦線 (第一次世界大戦)
- 西部戦線 (第二次世界大戦)
- セヴァーン川
- ティノ・セーガル
- セックス・ピストルズ
- ピーター・セラーズ
- セルティックFC
- 全英オープン (ゴルフ)
- セントサイモン
- セント・パンクラス駅
- セント・ポール大聖堂

そ
- ソードライン
- ソルティ・ドッグ
- それでも夜は明ける - イギリス・アメリカの歴史ドラマ映画。2013年公開

## た行
た
- 第一大蔵卿
- 第2次百年戦争
- 第一次世界大戦
  - 第一次世界大戦下のイギリス（英語版）
- 第二次世界大戦
  - 第二次世界大戦下のイギリスの軍事史（英語版）
  - 第二次世界大戦下のイギリスの銃後（英語版）
- 第三の道
- ダイアナ (プリンセス・オブ・ウェールズ)
- 大英帝国勲章
- 大英図書館
- 大英博物館
- タイタニック (客船)
- タイムズ
- ダイヤモンド
- 大ロンドン計画
- チャールズ・ダーウィン
- ダウニング街10番地
- タータン
- ダービー
- ダラム城
- ダラム大聖堂
- タワーブリッジ

ち
- チェルシーFC
- ウィンストン・チャーチル
- チャールズ・チャップリン
- チャールズ3世 (イギリス王)
- チャンネル諸島
- チャンネル4

つ
て
- ディープ・パープル
- デイリー・テレグラフ
- デジタル・文化・メディア・スポーツ省
- テスコ (チェーンストア)
- デペッシュ・モード
- テムズ川
- デュラン・デュラン
- 電撃スパイ作戦 - テレビドラマ作品
- デンマーク海峡海戦
- デーンロウ

と
- アーサー・コナン・ドイル
- 同君連合
- 島嶼ケルト語
- 東洋艦隊 (イギリス)
- ドーバー海峡
- トラファルガーの海戦
- トレント川

## な行
な
- 内閣 (イギリス)
- 内閣府 (イギリス)
- フローレンス・ナイチンゲール
- ナイト
- 内務省 (イギリス)
- ナショナル・トラスト
- ナットウエスト・グループ
- ナポレオン戦争
- ナルニア国物語

に
- 西ヨーロッパ
- 日英関係
- 日英同盟
- 日系イギリス人
- ニュー・オーダー
- ニューカッスル・アポン・タイン
- ニュータウン
- アイザック・ニュートン
- ニルヴァーナ (イギリスのバンド)

ぬ
ね
- ネイ湖
- ネイチャー
- ネス湖
- ネッシー

の
- ノッティンガム
- ノルマン・コンクエスト

## は行
は
- ハイド・パーク (ロンドン)
- モンティ・パイソン
- ハイランド地方
- パクス・ブリタニカ
- クリストファー・パッテン
- ウィリアム・パーキン
- バークシャー
- バークレイズ
- イーディス・パージター
- バース市街
- ヘンリー・パーセル
- ウィリアム・バード
- バッキンガム宮殿
- バッキンガムシャー
- トーマス・ハーディ
- パディントン駅
- ハドリアヌスの長城
- バトル・オブ・ブリテン
- ハノーヴァー朝
- パブリックスクール
- バーミンガム
- バラ
- エドモンド・ハリー
- ジョージ・ハリスン
- ジョン・バルビローリ
- バルモラル城
- ハレ管弦楽団
- パンク・ロック
- ハンプシャー

ひ
- 非公式帝国
- ビーコン・スクール（英語版）
- ビジネス・イノベーション・職業技能省
- ビジネス・エネルギー・産業戦略省
- ピーターラビット
- トーマス・ビーチャム
- ビートルズ
- ビッグ・ベン
- 日の名残り
- 秘密情報部
- 百年戦争
- ピューリタン革命→清教徒革命
- ピルキントン・ライブラリー
- ピルグリム・ファーザーズ
- ピンク・フロイド

ふ
- ファウンテンズ修道院
- アレックス・ファーガソン
- フィッシュ・アンド・チップス
- フィリップ (エディンバラ公)
- ガイ・フォークス
- フォークランド諸島
- フォークランド紛争
- フォーミュラ1
- フットボール・アソシエーション
- フューリアス (空母)
- ブラー
- ジェームズ・ブライス
- ブライトン
- ブライトン・アンド・ホヴ
- イーニッド・ブライトン
- ブライトン大学
- ゴードン・ブラウン
- ブラウン内閣
- ブラウン第2次改造内閣
- ブラウン第3次改造内閣
- ブラック・サバス
- ブラッドハウンド (ミサイル)（英語版）
- ブラッドフォード (イングランド)
- ブリストル
- ブリソン諸語
- ブリタニカ百科事典
- ブリットポップ
- ブリティッシュ・アメリカン・タバコ
- ブリティッシュ・エアウェイズ
- ブリティッシュ・レイランド
- ベンジャミン・ブリテン
- ブリテン諸島
- ブリテンの先史時代
- プリマス
- プリンス・オブ・ウェールズ
- プルーデンシャル
- フィリップ・プルマン
- オーランド・ブルーム
- トニー・ブレア
- ウィリアム・ブレイク
- デニス・ブレイン
- クラン・フレーザー
- ブレッジャー・ワームズヒル軽便鉄道
- ブレナム宮殿
- プレミアリーグ
- プロディジー
- ブロンテ姉妹
- 文化・メディア・スポーツ省

へ
- 米英戦争
- サミュエル・ベケット
- ウォーレン・ヘースティングズ
- デビッド・ベッカム
- ペナイン山脈
- ペニー・ブラック
- ヘブリディーズ諸島
- ガートルード・ベル
- ベルファスト
- ジェレミ・ベンサム
- ベンシャーマン
- ゲオルク・フリードリヒ・ヘンデル
- ベントレー
- ベン・ネビス山
- ヘンリー・オブ・ウェールズ

ほ
- 保安局 (イギリス)
- ボイン川の戦い
- ホウカム・ホール
- 法務長官府 (イギリス)
- 保健省 (イギリス)
- ホーシャムYMCA FC
- 保守党 (イギリス)
- ボーダフォン
- 北海
- 北海油田
- ハリー・ポッター
- シャーロック・ホームズ
- グスターヴ・ホルスト
- エイドリアン・ボールト
- ホワイトホール (ロンドン)
- 香港
- 香港上海銀行
- 香港返還
- ジェームズ・ボンド
  - ジェームズ・ボンド (架空の人物)

## ま行
ま
- ジョージ・マクドナルド
- ラムゼイ・マクドナルド
- マクフライ
- マザー・グース
- アーサー・マッケン
- マッシヴ・アタック
- トマス・マロリー
- マンチェスター
- マンチェスター空港
- マンチェスター・シティFC
- マンチェスター・ユナイテッドFC
- マン島

み
- ミニ (BMC)
- エド・ミリバンド

む
め
- 名探偵ポワロ
- 名誉革命
- ジョン・メージャー
- ウィリアム・メルヴィル

も
- ジェフリー・オブ・モンマス

## や行
や
ゆ
- ユニリーバ
- 指輪物語
- ゆりかごから墓場まで
- ユーロスター

よ
- 容認発音
- ヨーク
- ヨーロッパコマドリ

## ら行
ら
- ライラの冒険
- ラグビーフットボール
- ラグビーユニオン
  - ラグビーイングランド代表
  - ラグビーウェールズ代表
  - ラグビースコットランド代表
- ラグビーリーグ
  - ラグビーリーグイギリス代表
- ジョン・ラター
- エリック・フランク・ラッセル
- ラッパスイセン
- トーマス・ラッフルズ
- ランピムサイント

り
- リヴァプール
- リヴァプールFC
- F・R・リーヴィス
- リーガル&ジェネラル
- リーキ
- 陸軍元帥
- リージョン (イングランド)
- リーズ
- リスペクト (イギリスの政党)
- サミュエル・リチャードソン
- 立憲君主制
- リッツ・ロンドン
- リンカンシャー
- リントン・アンド・リンマス・クリフ鉄道

る
- C・S・ルイス
- ルートマスター
- ウェイン・ルーニー

れ
- レスター
- レッド・ツェッペリン
- レディオヘッド
- 連合王国最高裁判所
- 連合法 (1800年)
- レンジャーズFC

ろ
- ロイズ・バンキング・グループ
- ロイター
- アンドリュー・ロイド・ウェッバー
- ロイヤルアルバート
- ロイヤルドルトン
- ロイヤルバンク・オブ・スコットランド
- 労働党 (イギリス)
- 労働・年金省
- セシル・ローズ
- ローストビーフ
- ロスマンズ
- ジョン・ロック
- ボビー・ロブソン
- ローマ帝国の国境線
- ローランド地方
- ローリング・ストーンズ
- ロールス・ロイス
- デーヴィッド・ハーバート・ローレンス
- トーマス・エドワード・ロレンス
- ロンドン
- ロンドン・アイ
- ロンドン・アンド・ノース・イースタン鉄道
- ロンドン・ヴィクトリア駅
- ロンドン映画祭
- ロンドンオリンピック (1908年)
- ロンドンオリンピック (1944年)
- ロンドンオリンピック (1948年)
- ロンドンオリンピック (2012年)
- ロンドン・ガトウィック空港
- ロンドン警視庁
- ロンドン交響楽団
- ロンドン証券取引所
- ロンドン・スタンステッド空港
- ロンドン大学
- ロンドン地下鉄
- ロンドンデリー
- ロンドンデリーの歌
- ロンドン塔
- ロンドン同時爆破事件
- ロンドン橋
  - ロンドン橋落ちた
- ロンドンバス
- ロンドン・ヒースロー空港
- ロンドン・フィルハーモニー管弦楽団
- ロンドン・ブリッジ駅
- ロンドンマラソン
- ロンドン・ミッドランド・アンド・スコティッシュ鉄道
- ロンドン・ルートン空港
- ロンバード・ストリート (ロンドン)

## わ行
わ
- オスカー・ワイルド
- エイミー・ワインハウス
- ウィリアム・ワーズワース
- わたしを離さないで
- ワーテルローの戦い